# Granatovyj braslet
Granatovyj braslet (russisk: Гранатовый браслет, da.: Granatarmbåndet) er en sovjetisk romantisk dramafilm fra 1964 produceret af Mosfilm instrueret af Abram Room.
Filmen er baseret på Aleksandr Kuprins roman med samme navn.

## Handling
På sin navnedag modtager prinsesse Vera Nikolajevna Sjeina et armbånd dekoreret med en sjælden grøn granat som gave fra sin mangeårige anonyme beundrer. Som en gift kvinde betragter hun sig ikke berettiget til at modtage gaver fra fremmede mænd.
Hendes bror, Nikolaj Nikolajevitj, en assistentanklager, finder sammen med fyrst Vasilij Lvovitj afsenderen, der viser sig at være en beskeden embedsmand Georgij Zjeltkov. For mange år siden så han ved et uheld prinsesse Vera ved en cirkusforestilling og blev forelsket i hende med ren og uberørt kærlighed. Flere gange om året, på store helligdage, tillod han sig at skrive breve til hende.
Nu, efter at have talt med fyrsten, skammer han sig over de handlinger, der kunne kompromittere en uskyldig kvinde. Men hans kærlighed til hende er så dyb og uselvisk, at han ikke kan forestille sig den tvungne adskillelse, som prinsessens mand og bror insisterer på. Efter deres afrejse og efter at have modtaget granatarmbåndet retur med en anmodning om at donere det til kirken, skriver han et afskedsbrev til Vera Nikolajevna, og tager herefter sit eget liv.

## Medvirkende
- Ariadna Shengelaia som Vera Nikolajevna
- Igor Ozerov som Zjeltkov
- Oleg Basilasjvili som Vasilij Lvovitj
- Vladislav Strzjeltjik som Nikolaj Nikolajevitj
- Natalja Maljavina som Anna Nikolajevna